# سونیا شلسین
سونیا شلسین (انگلیسی: Sonja Schlesin; ۶ ژوئن ۱۸۸۸ – ۶ ژانویهٔ ۱۹۵۶) یک یهودی روسی بود که در آفریقای جنوبی زندگی می‌کرد. در حالی که او در آفریقای جنوبی زندگی می‌کرد از سن ۱۷ سالگی به ماهاتما گاندی کمک می‌کرد. گاندی گفت: «در روزهای ساتیاگرا … او جنبش را به تنهایی هدایت کرد». او یک دوست مادام العمر برای گاندی بود و اگر زن نبود، همکار وکیل او بود. او کار خود را به عنوان یک معلم لاتین به پایان رسانده و در سن ۶۵ سالگی تلاش کرد تا یک وکیل شود.